# Habrocnemis sinensis
Habrocnemis sinensis är en insektsart som beskrevs av Boris Petrovich Uvarov 1930. Habrocnemis sinensis ingår i släktet Habrocnemis och familjen gräshoppor. Inga underarter finns listade i Catalogue of Life.